# Rui Dâmaso
Rui Miguel Dâmaso Pereira de Almeida (Barreiro, 24 de abril de 1968) é um xadrezista português, detendo o título de Mestre Internacional de Xadrez. Em junho de 2007, com 2 462 pontos, ocupava a quarta posição em Portugal, segundo o ranking da FIDE.

## Biografia
Nasceu na cidade do Barreiro.
Destacou-se como jogador profissional de xadrez, como parte do Futebol Clube Barreirense. Começou a jogar aos catorze anos, e com vinte e dois anos foi considerado como mestre internacional.
Foi considerado em 2015 pelo jornal Diário de Notícias como o «mais cotado dos xadrezistas portugueses atualmente federados, seis vezes campeão nacional e com o grau de mestre internacional da modalidade». O jornal caboverdiano Expresso das Ilhas classificou-se em 2016 como «o mais conceituado MI português e conhecido mundialmente por «Bramir a Excalibur» destroçando em poucos lances, mestres e Grandes mestres de renome, com seu estilo de jogo criativo e baseado em sacrifícios de qualidade, deixando seus adversários à merce de ataques fulminantes ao Rei». Em 2015 representou Portugal no Campeonato da Europa Individual de xadrez, em Israel, em conjunto com Jorge Viterbo Ferreira. Em Outubro de 2016, foi um dos favoritos para o Campeonato Nacional Individual Absoluto, organizado na cidade do Barreiro, e que reuniu os dez melhores jogadores de xadrez do país.